# İnlice, Meram
İnlice là một thị trấn thuộc quận Meram, tỉnh Konya, Thổ Nhĩ Kỳ. Dân số thời điểm năm 2011 là 995 người.